# Light of My World
Light of My World – dwudziesty pierwszy album studyjny Sizzli, jamajskiego wykonawcy muzyki reggae i dancehall.
Płyta została wydana 22 kwietnia 2003 roku przez label Charm Records, należący do brytyjskiej wytwórni Jet Star Records. Znalazła się na niej kompilacja najnowszych singli Sizzli, zestawiona przez Leforda Edwardsa. Produkcją całości zajął się Phillip "Fatis" Burrell.
10 maja 2003 roku album osiągnął 12. miejsce w cotygodniowym zestawieniu najlepszych albumów reggae magazynu Billboard (było to jego jedyne notowanie na liście).

## Lista utworów
1. "No Blemish"
2. "Mine & Only"
3. "Thinking About You"
4. "Need"
5. "Reason for Love"
6. "Light of My World"
7. "The Girls Dem Pretty"
8. "Whole Heap A Woman"
9. "Got All the Girls"
10. "What Girls Are for"
11. "Learn How To Love"
12. "Buss the Crowd"
13. "Wreckage"
14. "Babylon Is Burning"